# Бінарне зображення

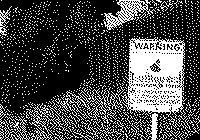
Зображення знаку сусідської варти є кольором переднього плану, в той час як інша частина зображення є кольором тла. У сфері розпізнавання зображень це часто називають «двотональні зображення».

Бінарне зображення — це цифрове зображення, що має тільки два можливих значення кожного пікселя. Як правило, два кольори, що використовуються у бінарному зображенні: білий та чорний, хоча будь-які два кольори можуть бути використані.
Бінарні зображення також називають дворівневими, піксельну графіку з двох кольорів часто називають 1-Бітною або 1бітною. Це означає, що кожен піксель зберігається у вигляді одиничного біту, тобто 0 або 1. Назви чорно-білий, B&W, монохромний або монохроматичний часто використовуються для цієї концепції, але також можуть позначати будь-які зображення, які мають лише один шаблон на кожен піксель, такі як зображення у відтінках сірого. На жаргоні користувачів Photoshop, бінарне зображення називається так само, як і зображення в режимі «Bitmap».
Бінарні зображення часто зустрічаються при обробці цифрових зображень як масок або в результаті деяких операцій, таких як сегментація, корекція з використанням порогу та ефект побудови зображення з точок без їх розмивання (дитеринг). Деякі пристрої вводу/виводу, такі як лазерні принтери, факсимільні апарати, а також монохромні дисплеї, можуть обробляти тільки бінарні зображення.
Бінарне зображення може бути збережене в пам'яті у вигляді бітового масиву. Для зображень формату 640 × 480 потрібно 37.5 KiB пам'яті. Через невеликий розмір файлів зображень для факсів і документів, як правило, використовують цей формат. Більшість бінарних зображень також добре стискаються за допомогою простих схем стиснення по довжині прогону.
Бінарні зображення можна інтерпретувати як підмножини двовимірної цілочисельної ґратки Z2; морфологічна обробка зображень отримала розвиток завдяки такому підходу.

## Операції над бінарними зображеннями
Цілий клас операцій над бінарними зображеннями оперує вікном зображення розміру 3 × 3. Воно містить дев'ять пікселів, отже, число можливих значень буде 512(=29). Беручи до уваги тільки центральний піксель можна визначити, залишається цей піксель включеним чи ні, ґрунтуючись на сусідніх пікселях. Прикладами таких операцій є стискання, розширення, знаходження точок розгалуження і кінцевих точок, видалення окремих пікселів, зміщення зображення пікселів в будь-якому напрямку, і порушення Н-зв'язку (горизонтального). Гра Конвея Життя також є прикладом операцій над вікном 3×3.
Інший клас операцій заснований на понятті фільтрації за допомогою структурного елементу. Структурований елемент це бінарне зображення, як правило, невелике, яке передається через цільове зображення, аналогічним чином, як фільтр в відтінках сірої обробки зображень. Оскільки пікселі можуть мати тільки два значення, морфологічні операції ерозії (всі невстановлені пікселі в межах структурного елементу викликає те, що піксель може бути відключеним) і розтягування (всі набори пікселів в межах структурного елементу викликає те, що піксель повинен бути встановлений). Важливі операції морфологічного відкриття і закриття, які складаються з ерозії з подальшим розтягуванням і дилатації з подальшою ерозією, відповідно, з використанням того ж структурного елементу. Відкриття має тенденцію збільшення маленьких отворів, видалення дрібних об'єктів і окремих об'єктів. Закриття зберігає невеликі об'єкти, видаляє отвори, і з'єднує об'єкти.
Дуже важливою характеристикою бінарного зображення є поле відстаней. Це дає відстань кожного набору пікселів від найближчого пікселя до відключеного пікселя. Відстань перетворення може бути ефективно обчислена. Це дозволяє ефективно обчислювати діаграми Вороного, де кожен піксель в зображенні призначається найближчому з множини точок. Вона також дозволяє робити скелетизацію, яка відрізняється від проріджування в тому, що скелети дозволяють відновити вихідне зображення. Поле відстаней також корисне при визначенні центру об'єкта, а також для узгодження в розпізнавання образів.
Інший клас операцій збирає орієнтації вільних метрик. Це часто важливо в розпізнавання образів, де орієнтація камери повинна бути видалена. Орієнтація вільної метрики групи пов'язаних або в оточенні пікселів включають число Ейлера, периметр, площу, компактність, площу отворів, мінімальний та максимальний радіус.

### Сегментування зображення
Бінарні зображення виробляються з кольорових зображень за допомогою сегментації. Сегментація є процесом присвоєння кожного пікселя в оригінальному документі для двох або більше класів. Якщо існує більше двох класів, то звичайний результат — кілька бінарних зображень. Найпростіша форма сегментації — метод Оцу, який призначає пікселі фону або переднього плану на основі півтонової інтенсивності. Інший метод це алгоритм вододілу. Виявляння контурів також часто створює бінарне зображення з деякими пікселями, привласнення контурів пікселям, а також є першим кроком у подальшій сегментації.

### Скелетони
Витончення або скелетування виробляє бінарні зображення, що складаються з ліній шириною у піксель. Кінцеві точки розгалуження потім можуть бути виокремлені, а зображення перетворюється в граф. Це важливий застосунок у розпізнаванні образів, зокрема, для оптичного розпізнавання символів.

## Інтерпретація
Інтерпретація двійкового значення пікселя також залежить від пристрою. Деякі системи інтерпретують значення біта 0, як чорний і 1 у вигляді білого, в той час як інші навпаки. У стандартному інтерфейсі ПК TWAIN для сканерів і цифрових камер, для першого прижилась назва ваніль, а для протилежного йому — шоколад.
Дитеринг (змішування) часто використовується для відображення напівтонових зображень.

## 1-Біт у цифровому мистецтві
Бінарна піксельна графіка, більш відома як 1-Бітна або 1бітна, використовувалась як метод відображення графіки з самих перших етапів розвитку комп'ютерної техніки. Хоча в перших комп'ютерах, таких як zx81, її обмеження випливали з апаратних вимог, проте низка портативних LCD приставок типу Nintendo Game & Watch та Тамагочі, а також ранніх комп'ютерів, сфокусованих на графічних інтерфейсах, наприклад Macintosh, значно просунулися вперед у поширенні культури, технологій та естетики обмежень 1-бітної графіки.
Сучасні приклади 1-бітної графіки яскраво представлені в інді-відеоіграх та інших формах цифрового мистецтва. У популярних іграх типу Gato Roboto, Return of the Obra Dinn, Minit та World of Horror 1-бітна графіка застосовується як спосіб надання грі ретро-стилю або просто для економії часу на розробку графічного дизайну. Розпочато розробку навіть нового обладнання для 1-бітної графіки — наприклад, експериментальної портативної консолі Playdate.
Для художників, що працюють у жанрі піксельного мистецтва, 1-бітна графіка стала справжнім випробуванням. Зокрема, на 10-му щомісячному конкурсі піксельного мистецтва Pixtogether учасникам дозволялося застосування лише двох кольорів. Взагалі ж, у наш час дуже небагато художників використовують лише 1-бітну графіку, причому більшість із них підтримує тісні контакти один з одним, як для обміну досвідом роботи з її обмеженнями, так і започаткування спільних проектів.
Брендон Джеймс Грір (Brandon James Greer), відомий популяризатор у Youtube підручників із 1-бітної та іншої піксельної графіки, зазначає, що «обмеження викликає до життя унікальні підходи», а робота в 1-Біті дає можливість «дуже цікавого та унікального експерименту».
1-бітна графіка загалом цілком заслуговує вважатися окремим стилем мистецтва, який всередині себе підрозділяється на різні стилі. Так, стилі 1-бітного мистецтва очевидно розрізняються за ступенем і засобами застосування дитерингу, роздільною здатністю, використовуваними інструментами контурування, а також за ступенем деталізації самих творів.

## Зображення захоплення датчика бінарних зображень
Передискретизація двійкових датчиків зображення являє собою новий датчик зображення, який нагадує традиційну фотоплівку. Кожен піксель в датчику має двійкову відповідь, даючи лише однобітне квантоване вимірювання інтенсивності локального світла.